# São Cosmado
São Cosmado is een plaats (freguesia) in de Portugese gemeente Armamar en telt 707 inwoners (2001).